# Alberto Soria
Alberto Soria Ortega (10 marzo 1906 – 23 giugno 1980) è stato un calciatore peruviano.

## Carriera
In carriera, Soria giocò per l'Alianza Lima e per il Perù con il quale disputò il Mondiale 1930 dove giocò una sola partita, contro la Romania.